# Вавилон-5: Затерянные сказания. Голоса во тьме
«Вавилон-5: Затерянные сказания. Голоса во тьме» — шестой полнометражный кинофильм, поставленный во вселенной «Вавилон-5» (не считая пилотной серии «Встречи»). Фильм создавался в 2006—2007 гг. на территории Ванкувера, Канада. Фильм вышел в продажу в формате Direct-to-DVD 31 июля 2007 на территории США и 3 сентября 2007 в Великобритании.
Стражински замечал, что согласно первоначальной идее, данный сериал должен был содержать в себе серии, написанные по уже существующим у режиссёра проектам и замыслам, однако, не осуществлённые в ходе съёмок основного сериала «Вавилон-5». Проект планировалось представить в формате Direct-to-DVD. Также, в качестве конкуренции форматов, был представлен выпуск сериала в формате HD, реализуемый на эксклюзивных правах в интернет-магазине товаров для приставки Xbox Xbox Live Marketplace. 

Сценарий каждой серии повествует о событиях из жизни одного из персонажей, ставшего главным героем этого эпизода.

## История создания

### Начало создания
24 июля 2006 года Стражински заявил, что в тот момент они находились в процессе поиска вариантов съёмки первого из DVD — который должен был содержать три получасовых эпизода — с планированием съёмок и бюджетным проектом. Впоследствии, несколько позднее, оптимальным оказался вариант, при котором на DVD были бы две серии, обе длиной в 45 минут — разница покрывалась за счёт «третьей», незаписывающейся на диск серии. Всего, по заявлениям автора, на диске планировалось разместить приблизительно 75-90 минут материала серии. Также он заявил о перспективах создания дополнительного материала, добавляемого на двухчасовой DVD. Стражински занят написанием, продюсированием и управлением процессом съёмок сериала. Официальный релиз DVD «Голоса во тьме» намечен на 31 июля 2007 года.
Стражински начал работу по написанию первой истории из «Затерянных сказаний» 26 августа 2006 года. Он дополнил, что точный сюжет истории зависит от того, с какими людьми будет достигнуто соглашение и подписан контракт, при том, что задействованные в основном сериале лица уже участвуют в «Затерянных сказаниях». В ноябре Стражински опубликовал сообщение, в котором было указано, что первые три сюжета будут отсняты с участием таких персонажей, как Джон Шеридан, Элизабет Локли, Гален и Майкл Гарибальди. Также в сообщении говорилось, что растущие запросы проекта в области технических и графических спецэффектов неминуемо повлияют на сроки выпуска первого DVD, растягивая к тому же два сюжета на 45 минут каждый.

### Процесс съёмок
По информации, озвученной в ходе проведения фестиваля Comic Con 2006, начало съёмок первого DVD было начато в сентябре 2006 года, и практически весь монтаж и обработка (т. н. «постпродакшн» — от «англ. post-production»: «последующее производство, доработка»). Из-за окказионной неготовности тех или иных членов съёмочной команды постоянно происходили затягивания сроков сдачи — вначале планируемая дата была назначена на октябрь, затем на ноябрь. Фактическое производство и монтаж начались 13 ноября 2006 года.
Полностью доставка материалов будущего DVD в студию совершилась 15 апреля 2007 года.
Стражински впервые исполнил функции режиссёра-постановщика в финальном эпизоде сериала «Вавилон-5» «Сон в сиянии» (англ. Sleeping in Light). В процессе съёмок первого DVD он также принял на себя роль режиссёра-постановщика. По его словам, с доступными новейшими инструментами обработки и производства фильмов и большей площадкой для экспериментов над фильмом, сейчас, по прошествии шести лет после окончания съёмок «Вавилона-5», у него появилось желание немного изменить сам процесс:

…Что касается «Вавилона-5: Утерянных сказаний», то я делаю это, потому что это будет что-то типа редизайна того, как мы снимали «Вавилон-5», ничего крупного, просто ощущения от кадров, от компьютерной графики, чтобы обозначить тон фильмов. После окончания «Вавилона-5» прошло уже шесть лет, и появилось множество инструментов, которых тогда не было, режиссура на телевидении стала более открытой и экспериментирующей, и я хочу всё это испробовать, оставаясь в роли хранителя вселенной, чтобы задать тон для будущих постановок…

После того, как будет задан тон для будущих постановок, он планирует передать эту работу другим.

## Концепция сериала-антологии

Обложка упаковки DVD, анфас

Стражински, по его собственному признанию, является фанатом сериала «Сумеречная зона», своё отношение к Роду Серлингу Стражински выразил следующими словами:
Род — одна из моих икон, так что, поверьте мне, я знаю его работу гораздо, гораздо лучше, чем многие 
Идея создания своего собственного сериала-антологии по такому же принципу обсуждалась в прошлом как нечто возможное, и вначале речь шла о создании «Историй Вавилона-5» как шестого сезона сериала, в 1997 году. Стражински описывал это как «антологическую серию эпизодов, всеми намерениями и целями использующую наших персонажей как репертуарную группу» Стражински также заявил, что Warner Brothers запрашивала его о возможности и желании создания очередного спин-оффа к основному сериалу. Стражински ответил отрицательно, в основном, по той причине, что он не видел возможности создания такового фильма после ухода из жизни двух важнейших актёров первого плана — Андреаса Кацуласа и Ричарда Биггса, умерших за прошедшее со съёмок основного сериала время. Стражински не видел возможностей делать что-то грандиозное после этих смертей, хотя у него и были такие идеи. Как альтернатива большому проекту, он предположил возможность создания связки коротких фильмов, каждый из которых был бы сфокусирован на каком-то одном персонаже, и структурированных по принципу антологии. В дополнение к этому, Стражински запросил гарантий в свободе создания и написания сценариев, и невмешательстве со стороны студии в этот процесс. При том, что весь сериал планируется в виде антологии, Стражински заявил, что он предпочел бы также создать тематические ссылки в эпизодах на каждом диске: 

«В идеале, я бы хотел переснимать сюжеты про всех героев, одного за другим, желательно, в тематическом ключе. Один эпизод будет содержать в себе очерки о команде, соответственно, это Джон Шеридан, Элизабет Локли и Майкл Гарибальди; другой будет касаться Пси-Корпуса, и у нас появятся Лита, Бестер и кто-то ещё; другой будет конкретно минбарским сюжетом, так что там будет Деленн, Ленньер и Шеридан (как глава Межзвёздного Альянса); центаврский эпизод с Лондо, Виром и кем-то ещё; и мы все это ещё немного смешаем»

Также Питер Юрасик, исполняющий роль Лондо Моллари, в начале сентября подтвердил своё участие в проекте, после переговоров со Стражински. Юрасик добавил, что первый диск будет полностью посвящён людям, так что Лондо Моллари появится только во втором наборе сюжетов, который будет посвящён инопланетным героям сериала.
В дополнение к связям тематического уровня, первые два эпизода в «Voices in the Dark» имеют четкие связи и ссылки с основными сюжетными линиями и тематическими моментами, и будут пересекаться и сочетаться друг с другом во время хода повествования отдельных историй.

## Детали сюжета
После пересмотра вселенной «Вавилона-5» в «Голосах во Тьме» в ней, по-прежнему, останутся чётко узнаваемые вещи и моменты — как, например, силуэты кораблей и общий стиль и дизайн. Чтобы добиться этого, специалистам из Atmosphere Visual Effects, до этого не работавшим со вселенной «Вавилона-5», пришлось обратиться к 3D-моделям, созданным фанатами сериала. Произошло это по той причине, что все материалы, использовавшиеся при создании основного сериала, были утеряны, по тем или иным причинам, или к ним не было доступа по каким-либо вопросам, связанным с правами на использование.

### Сюжетная линия
Действие фильма «Голоса во тьме» происходит в 2271 году. Описаны две сюжетные линии, показанные отдельно одна за другой, но освещающие исключительно 72-минутный отрезок времени: первая серия рассказывает о полковнике Локли (ранее, во время действия сериала «Вавилон-5» она находилась в звании капитана) — о её ожидании прибытия Шеридана на Вавилон-5, когда на борту станции появляется священник с Земли, должный решить проблему с вселившимся в человека демоном. Поначалу кажется, что сюжет идёт вразрез с оригинальным сериалом, в котором существование ангелов и демонов объяснялось присутствием Древних. Однако, Элизабет Локли удаётся раскрыть истинную сущность существа.
Вторая серия этого DVD повествует о поездке Президента Межзвёздного Альянса Джона Шеридана на Вавилон-5 для празднования 10-летия образования ISA. Во время поездки, к нему неожиданно присоединяется принц-регент Винтари (третий в очереди наследования императорского трона); Шеридан получает предупреждение от техномага Галена о грядущих событиях, которые напрямую зависят от того, какое именно решение примет Президент.

### Дополнительные материалы
Диск «Голоса во тьме» был выпущен вместе с некоторым количеством дополнительных материалов, включая закадровые моменты съёмок и «несколько оригинальных коротких отрывков» и съёмки, датированные февралём 2007 года.
Во время создания «Голосов во тьме» было создано несколько закадровых видеоблогов. Некоторые из них были показаны в ходе конвентов, в основном, на New York Comic-Con и Comic-Con International в 2007 году, некоторые были опубликованы в интернете, а некоторым предстоит только быть опубликованными на DVD. Стражински сравнил их с дневниками Питера Джексона, когда тот снимал фильм «Кинг-Конг» в 2005 году, или аналогичными дневниками Брайна Сингера для фильма «Возвращение Супермена». Предполагается включение в набор продаж вместе с DVD книжечки мини-комиксов.

## Будущие эпизоды
Стражински заявлял, что, предсказанный после успеха «Голосов во тьме» (продажи эпизода намного превзошли результаты, ожидаемые Warner Brothers.) второй DVD может быть создан и выпущен уже в начале 2008 года Питер Юрасик, исполнитель роли Лондо Моллари, заявлял, что он вел переговоры о своём участии в съёмках второго DVD, который будет посвящён инопланетянам, в отличие от первого — исключительно «земного». Второй диск будет также включать в себя историю, основанную на Майкле Гарибальди, первоначально планировавшуюся к появлению на первом диске.

Отвечая на вопрос относительно участия Харлана Эллисона в качестве автора-сценариста для «Затерянных сказаний» (ранее он участвовал в проекте «Вавилон-5» как концепт-консультант и сценарист), Стражински замечал, что
безусловно, в процессе работы Харлан может тут нам кое-что сделать
 Так или иначе, «Warner Bros.» настаивал исключительно на авторстве Стражински, мотивируя это тем, что компания уже знает его как автора и положительного мнения о нём.
Одним из важных моментов стал тот факт, что в ходе опубликования различных DVD этой серии предполагалось показать Войну телепатов. В ходе своего участия в New York Comic-Con в феврале 2007 года Стражински обмолвился, что у него готова концепция создания отдельного фильма по этой теме.
Стражински замечал, что Дэвид Шеридан (сын Джона Шеридана и Деленн) будет упомянут в «Голосах во тьме», и что этот персонаж предполагалось показать в каком-то другом эпизоде, «на следующем DVD». Также на определённых сайтах, посвящённых сериалу, в конце 2007 года распространились слухи о возможной тематике одной из следующих серий — героем её может стать Ленньер.
Но 13 июля 2008 JMS распространил новость о том, что сериал «Затерянные сказания» не будет продолжен. Стражински заявил, что, несмотря на тот факт, что производящая компания заинтересована в следующем диске, она намерена финансировать следующий фрагмент сериала так же, как и предыдущий, чего, по мнению JMS, явно недостаточно. Джозеф Майкл Стражински заявил также, что вернёт производство сериала лишь в том случае, если Warner Bros. согласится финансировать создание крупнобюджетного релиза для кинотеатров.

### Видеодневники
- VMix.com — «Babylon 5 visual FX». Рассказ Стражински о процессе создания визуальных эффектов в сериале. (англ.)
- VMix.com — Видеорассказ Дж. М. Стражински о процессе съёмок сериала. (англ.)
- Google Video  (недоступная ссылка с 15-03-2014 [4156 дней]) — Дневники Вавилона-5. (англ.)
- VMix.com (недоступная ссылка) — «Babylon 5. Set construction». Видеорассказ Стражински о процессе постройки и съёмки сериала, 21 мая 2007 года. (англ.)
- RainCloud WarnerBros.com — Видеоролик Joe’s First Day. Создание сериала. (англ.)
- (англ.)«Minbari Coffee Break». Рассказ Стражински о процессе создания сериала. на YouTube
- (англ.)«Resurrecting Babylon 5». Рассказ Стражински о технических аспектах создания сериала. на YouTube

### Страницы
- Babylon 5: The Lost Tales — Официальная страница сериала на MySpace
- B5:TLT Pre-Production — Babylon5scripts.com Содержит личные фотографии и записи Дж. М. Стражински.
- Guide page: «Voices in the Dark» Страница «Затерянных сказаний» на ресурсе The Lurker's Guide to Babylon 5